# Lucy O'Brien

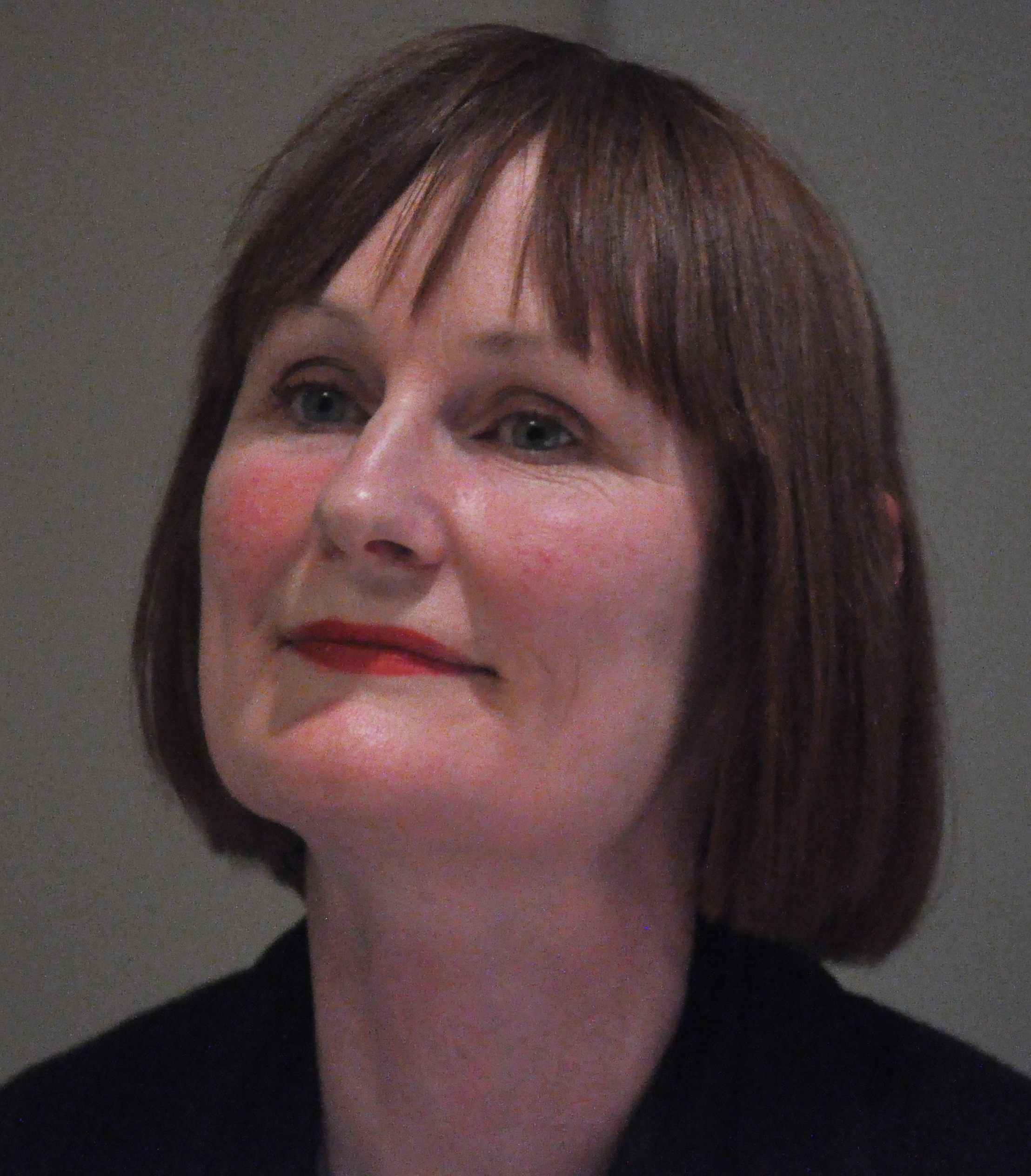
Lucy O'Brien durante una conferencia en la Universidad de Nueva York, en 2012.

Lucy O'Brien (n. Catford, Londres, 13 de septiembre de 1961) es una escritora y periodista británica cuyo trabajo se centra en las mujeres dentro de la industria musical. Criada en Southampton, Londres, se interesó por la lectura cuando asistía a la Universidad de Leeds; allí fue la editora musical de la revista Leeds Student y posteriormente trabajó como editora musical en importantes periódicos del Reino Unido, como New Musical Express, The Guardian y The Observer, entre otros. Además, se desempeñó como biógrafa de artistas femeninas y publicó libros sobre la vida y obra de Dusty Springfield, Annie Lennox y Madonna. Aunado a su trabajo como periodista, también contribuyó en varios programas de radio y televisión.

## Carrera

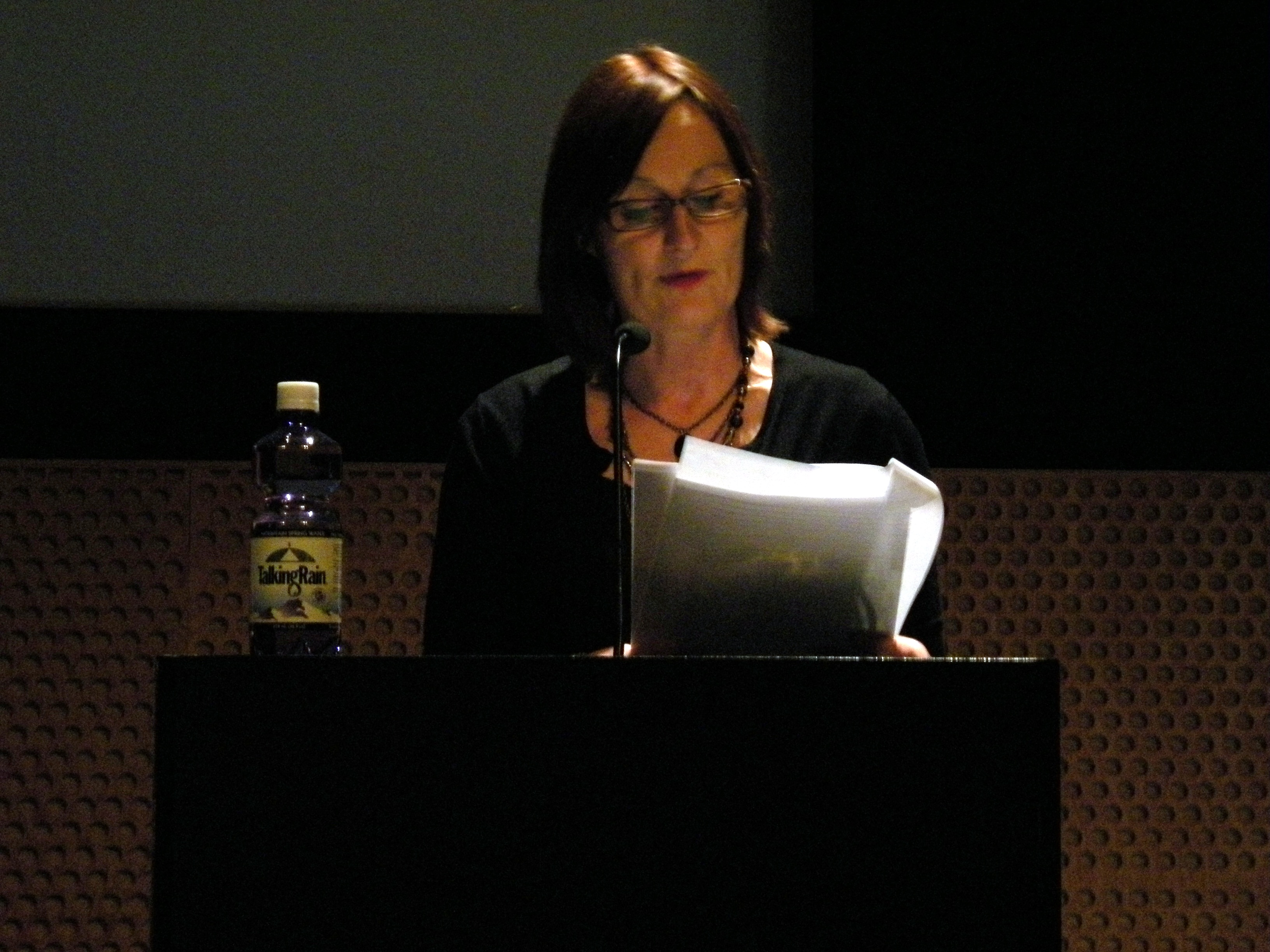
O'Brien fotografiada en 2009 durante una conferencia en Seattle, Washington.

En 1979, mientras asistía a un colegio de monjas en Southampton, formó una banda de punk llamada The Catholic Girls, aunque en 1980 la abandonó para asistir a la universidad en Leeds, y The Catholic Girls continuó por un tiempo bajo el nombre Almost Cruelty, antes de separarse definitivamente. Allí tocó con una serie de bandas, pero posteriormente se dedicó a escribir en su lugar. Fue la editora musical de la revista de la Universidad de Leeds, Leeds Student, y, luego de graduarse en 1983, envió artículos al periódico New Musical Express (NME), que en ese entonces era editado por Charles Shaar Murray y Nick Kent. Desde entonces ha escrito sobre la cultura «intimidantes» que había en NME en los años 1980 y la medida en que las periodistas femeninas de música eran excluidas y no tomadas en cuenta. Su contribución más conocida en el periódico es el «famoso» artículo titulado «Youth Suicide» —«Suicido juvenil»— y publicado en 1986. Al formar una alianza con los periodistas Stuart Cosgrove y Paolo Hewitt, O'Brien pasó a ser parte de una facción izquierdista en NME, pero eventualmente fue despedida por el editor entrante Alan Lewis.
Durante sus primeros años en NME, O'Brien también escribió para la revista feminista Spare Rib, cuyas oficinas había visitado por primera vez en 1980. En 1984 coescribió un titular sobre las mujeres en la industria de la música y quedó impactada cuando descubrió cómo pocas mujeres tenían contratos discográficos o estaban en las listas en comparación con los hombres; este descubrimiento inspiraría su obra posterior, She Bop: The definitive history of women in rock, pop, and soul. Luego de dejar New Musical Express, trabajó como editora musical en la revista londinense City Limits. En años posteriores contribuyó para numerosas revistas y periódicos del Reino Unido, tales como The Guardian, The Sunday Times, The Observer, Marie Claire, Q y The Face.
Además de su trabajo como editora, O'Brien se desempeñó como escritora y biógrafa de célebres artistas femeninas. Su primera biografía, Dusty, narra la vida de Dusty Springfield, y fue puesta a la venta en septiembre de 1989. A este le siguió Annie Lennox: Sweet Dreams Are Made of This (1991), She Bop: The definitive history of women in rock, pop, and soul (1995), She Bop II (2002) y Madonna: Like an Icon (2007). La autora ha trabajado para la televisión y la radio, especialmente Channel 4 News, Woman's Hour de la BBC Radio 4, Radio London y el documental She Bop, basado en su libro, transmitido por la BBC Radio 2. También coprodujo Righteous Babes (1998), una película de Channel 4 sobre el rock y el nuevo feminismo.

### Libros
- Dusty, Londres: Sidgwick & Jackson, 1989.[n. 1]
- Annie Lennox: Sweet Dreams Are Made of This, Londres: Sidgwick & Jackson, 1991.
- She Bop: The definitive history of women in rock, pop, and soul, Londres: Penguin Books, 1995.
- She Bop II: The Definitive History of Women in Rock, Pop and Soul, Londres/Nueva York: Continuum Books, 2002.
- Madonna: Like an Icon, Londres: Bantam Press, 2007.[n. 2]

### Ensayos
- A Kiss in the DreamHouse, en Aizelwood, John (ed), Love is the Drug, Londres: Penguin, 1994.
- Sisters of Swing, en Cooper, Sarah (ed), Girls! Girls! Girls!, Londres: Cassell, 1995.
- The Year Skunk Broke: Skunk Anansie, en Evans, Liz (ed), Girls Will Be Boys: Women Report On Rock, Londres: Pandora, 1997.
- The Woman Punk Made Me, en Sabin, Roger (ed), Punk Rock; So What?, Londres/Nueva York: Routledge, 1999.

Fuente: Rock's Backpages.